# Life Is Elsewhere
Life Is Elsewhere ist das zweite Studioalbum der britischen Indie-Rock-Band Little Comets. Es erschien am 15. Oktober 2012 über Dirty Hit Records.

## Hintergrund
Nachdem sich die Band kurz nach der Veröffentlichung des Debütalbums In Search of Elusive Little Comets 2011 von ihrem Schlagzeuger und Gründungsmitglied Mark Harle getrennt hatte, wurde David „Greenie“ Green als Ergänzung für Studioaufnahmen und Liveauftritte engagiert. Somit ist Life Is Elsewhere das erste Album, an dem dieser musikalisch mitwirkte. Lediglich die Schlagzeugspuren für das Lied Jennifer spielte der Gastmusiker George Daniel ein. Dieses erschien am 28. Mai 2012 bereits vorab als Single und auf der Extended Play Jennifer and Other Short Stories. Zuvor war schon Worry ausgekoppelt worden. In der Veröffentlichungswoche des Albums folgte schließlich A Little Opus.
Es ist das zweite und letzte Studioalbum, das über Dirty Hit vertrieben wurde. Die Band trennte sich im Jahr 2014 von dem Plattenlabel und gründete mit The Smallest Label wenig später ein eigenes.

## Titelliste
Die Titel entstanden in Zusammenarbeit der drei Bandmitglieder Robert Coles, Matthew Hall und Michael Coles. Letztgenannter produzierte das Album.
1. A Little Opus – 3:47
2. Tense / Empty – 3:40
3. Jennifer – 2:42
4. Bayonne – 3:18
5. Waiting in the Shadows in the Dead of Night – 3:20
6. Violence out Tonight – 4:47
7. The Western Boy – 3:42
8. Worry – 3:03
9. Semaphores on the Lawn – 3:12
10. W – O – E – 3:06
11. Woman Woman – 4:02
12. In Blue Music We Trust – 4:30

## Rezeption

### Chartplatzierung
Life Is Elsewhere stieg in der Woche vom 27. Oktober 2012 auf Platz 70 der britischen Albumcharts ein und hielt sich eine Woche in den Top 100.

### Kritiken
Das Album wurde von der Fachpresse überwiegend positiv aufgenommen. Besonders gelobt wurden immer wieder die melancholischen Liedtexte, die eingängigen Refrains und Robert Coles’ Gesang. Craig Sergeant befand das Album im Großen und Ganzen als gut. Er schrieb in seiner Rezension für Live4Ever:

“There is substance to their sound and at one point they’re joyous, the next taking on the most troubling of issues to man. ‘Life Is Elsewhere’ is a good listen, but it’s recommended that you listen a little closer, Little Comets have something to say.”

„Ihre Musik hat Substanz. An der einen Stelle ist sie fröhlich, an der anderen beschäftigt sie sich mit den chaotischsten Problemen der Menschheit. Life Is Elsewhere ist ein Hörgenuss, aber es ist zu empfehlen, dass man sehr genau zuhört, Little Comets haben etwas zu sagen.“

James Skinner sprach in seinem Fazit für BBC Music hingegen auch einige Kritikpunkte an:

“Little Comets are at their most striking at their most atypical. Life Is Elsewhere, for all its strengths, suggests this is something the group itself hasn’t quite cottoned onto.”

„Little Comets sind dann am auffälligsten, wenn sie von ihrem eigenen Stil abweichen. Life Is Elsewhere, bei all seinen Stärken, deutet darauf hin, dass sich die Gruppe dessen selbst nicht bewusst ist.“

Für Phillip Yung von Earmilk war das Album durchaus sehr gelungen:

“Life Is Elsewhere showcases excellent lyrical skills, instrumental skills, and execution of each song making their upcoming second album a must for any indie fan.”

„Life Is Elsewhere demonstriert exzellente lyrische und instrumentale Fähigkeiten. Die Umsetzung jedes einzelnen Songs macht das demnächst erscheinende zweite Album einen Pflichtkauf für jeden Indie-Fan.“